# Quarts de nou

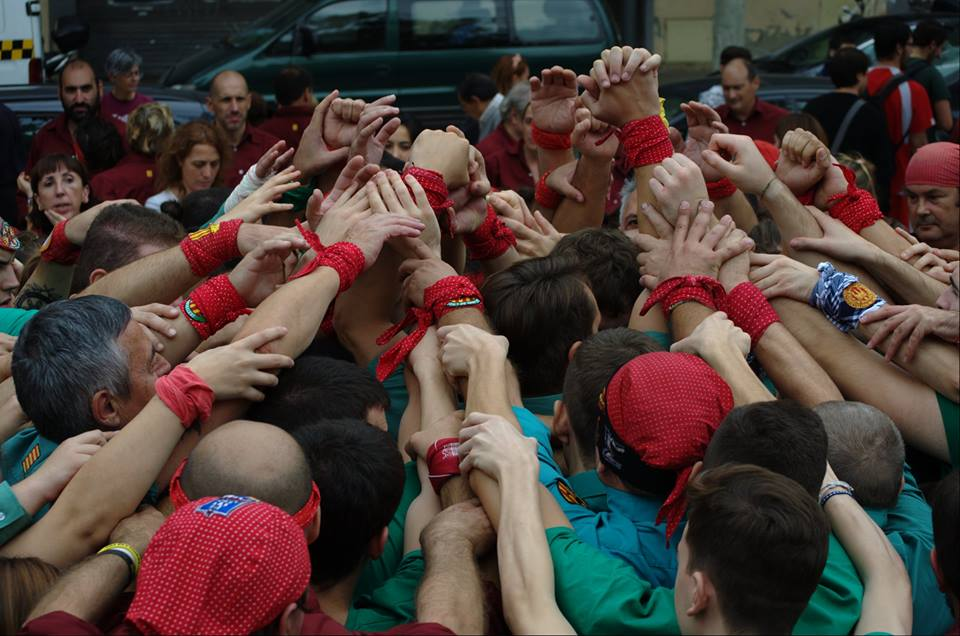
Imatge d'una pinya d'una colla castellera, temàtica de la qual versava el programa televisiu.

Quarts de nou (o Q de 9) va ser un magazine informatiu sobre l'actualitat del món casteller. El programa va ser emès per primera vegada el 12 de juny del 2005 al Canal 33 i després va passar a TV3. L'últim programa es va emetre el 22 de novembre de 2018.

## Continguts i metodologia
El programa (presentat per Elisabet Carnicé) es realitzava en un plató virtual, que s'acostumava a situar al mig de les principals places castelleres. A més d'un repàs de manera analítica de totes les diades del cap de setmana també s'hi duien a terme reportatges i seccions amb el doble objectiu tant d'aprofundir en la tècnica i els valors dels castells com de divulgar-los entre el públic no casteller. També s'hi debatien diferents aspectes castellers de fons o d'actualitat. Aquest debats, en els quals participaven diferents analistes del món casteller, els moderava la periodista Raquel Sans Guerra.
L'acord d'intercanvi d'imatges i de coproducció de diades castelleres que hi ha entre TV3 i la XAL (Xarxa de TV Locals) permetia fer un repàs més ampli de totes les diades sense haver de desplaçar un equip propi a cada plaça.
A les diades més importants TV3 emetia la transmissió en directe per la web i en senyal internacional.

## Emissió
S'emetia els dimecres dels mesos de juny a novembre (durant la part més intensa de la temporada castellera). Cada edició repassava tota l'activitat castellera del cap de setmana castellera.
I els diumenges al vespre al Canal 3/24, un espai reduït del programa.
A més també es duien a terme programes especials en les grans diades.